# FC Stadthagen
Der FC Stadthagen (offiziell: Fußballclub Stadthagen von 1950 e. V.) ist ein Fußballverein aus Stadthagen im Landkreis Schaumburg. Die erste Fußballmannschaft spielte zwei Jahre in der höchsten niedersächsischen Amateurliga.

## Geschichte
Im Jahre 1945 wurden nach dem Ende des Zweiten Weltkrieges sämtliche Turn- und Sportvereine der Stadt, darunter auch der SC Marathon Stadthagen in den Verein für Sport und Körperpflege Stadthagen vereint. Den Fußballern des VSK Stadthagen gelang im Jahre 1948 der Aufstieg in die seinerzeit zweitklassige Landesliga Hannover. Als Vorletzter wurde man 1949 in die neu geschaffene Amateurliga 3 eingruppiert. Ein Jahr später spaltete sich die Fußballabteilung als FC Stadthagen vom Gesamtverein ab. Den sportlichen Höhepunkt erreichte der FCS in der Saison 1954/55, als die Mannschaft mit sieben Punkten Vorsprung auf die Sportfreunde Ricklingen Meister wurden. In der folgenden Aufstiegsrunde zur Amateuroberliga konnten die Stadthäger jedoch nur ein Spiel gewinnen und verpassten den Klassensprung deutlich. 
Nach einigen Jahren im Mittelfeld bzw. Abstiegskampf wurde 1964 als Achter die Qualifikation für die neu geschaffene Verbandsliga West verfehlt. Im Jahre 1968 gelang schließlich der Aufstieg in die Verbandsliga West, wo man 1970 Dritter und zwei Jahre später Fünfter wurde. 1979 musste der Verein nach einer Ligareform zurück auf Bezirksebene. Unter Trainer Bernd Dierßen gelang im Jahre 1995 der Aufstieg in die Landesliga Hannover. Der Durchmarsch in die Niedersachsenliga wurde nur knapp verpasst, nachdem das Entscheidungsspiel gegen den SV Holthausen/Biene mit 0:2 verloren wurde. Ein Jahr später gelang schließlich der Sprung in die Niedersachsenliga West, wo man allerdings nach einer Spielzeit als Vorletzter wieder absteigen musste. 
Die Spiele des FCS waren in der Saison Garanten für torreiche Spiele. Die SpVg Aurich wurde zu Hause 5:4 geschlagen, während man gegen den SC Langenhagen zu Hause mit 5:6 verlor. 2001 stieg der FCS aus der Landesliga ab, kehrte auf Anhieb für zwei Jahre zurück und spielte ab 2004 die folgenden acht Jahre in der Bezirksliga Hannover. Im Jahr 2012 gelang dem FC Stadthagen als Vizemeister der Bezirksliga die Rückkehr in die Landesliga. In den Relegationsspielen zum Aufstieg konnte sich der FCS gegen den TuS Sulingen und den Hannoverschen SC durchsetzen. Es folgte jedoch der sofortige Wiederabstieg in die Bezirksliga, ehe 2019 der Abstieg in die Kreisliga folgte.
Nachdem durch die pandemiebedingten Saisonabbrüche die Rückkehr in den Spielzeiten 2019/20 und 2020/21 in den Bezirk nicht möglich machten, gelang dem FC Stadthagen in der Saison 2021/22 der Aufstieg in die Bezirksliga. Die Mannschaft stellte die beste Abwehr der Kreisliga, gewann die Herbstmeisterschaft und war die erfolgreichsten Rückrundenmannschaft. Nach zwei Jahren stieg die Mannschaft wieder in die Kreisliga ab.

## Persönlichkeiten
- Wilfried Ahnefeld, war Bundesligaspieler bei Hannover 96
- Detlev Dammeier, wurde Bundesligaspieler beim Hamburger SV, VfL Wolfsburg und Arminia Bielefeld
- Jan Gyamerah, wurde Zweitligaspieler beim VfL Bochum, Hamburger SV und 1. FC Nürnberg
- Günter Hermann, wurde deutscher Nationalspieler und Fußballweltmeister 1990
- Friedel Schirmer, wurde deutscher Meister im Fünf- und Zehnkampf und Fahnenträger bei den Olympischen spielen